# Thea Eichholz
Thea Eichholz (* 1966 im Sauerland), geboren als Dorothea Eichholz, auch bekannt als Thea Eichholz-Müller, ist eine deutsche Sängerin und Songwriterin christlicher Popmusik.

## Leben
Thea Eichholz wuchs im Sauerland auf und bekam als Kind Klavier- und Querflötenunterricht. Erste professionelle musikalische Erfahrungen sammelte sie als Chorsängerin der Musical-Tour Jona von Johannes Nitsch und Eckart zur Nieden, zu dem ihr ihr späterer Mann Bernd-Martin Müller verhalf. Sie sang im Chor Christians at Work, tourte mit der eigenen Thea Eichholz Band und gründete 1996 mit ihrem Mann Bernd-Martin Müller und Ingo Beckmann das Trio Layna. Seit 1999 bildet sie mit Carola Rink und Margarete Kosse Die Mütter, eine musikalische Kabarettgruppe.
Nach dem Tod Bernd-Martin Müllers im Jahr 2003 brachte sie 2005 ihr erstes Soloalbum noch als Thea Eichholz-Müller heraus. Es erschien im Verlag Gerth Medien unter dem Titel Breite deine Flügel aus und wurde im Juli 2012 für 20.000 verkaufte Exemplare mit dem Impala-Silver-Award ausgezeichnet.
Sieben Jahre später brachte sie im September 2012 ihr zweites Album Anders als vorher als Thea Eichholz heraus. Es wurde von Lothar Kosse produziert und von Gerth Medien verlegt.
Thea Eichholz ist seit 2007 wieder verheiratet. Aus ihren ersten Ehen brachten beide je zwei Kinder mit in die neue Familie. Gemeinsam wohnen sie heute in Mannheim.

## Diskografie
| Jahr | Titel                   | Label        |
| ---- | ----------------------- | ------------ |
| 2005 | Breite deine Flügel aus | Gerth Medien |
| 2012 | Anders als vorher       | Gerth Medien |

### Kompilationen
| Jahr | Titel                     | Label        | Anmerkungen |
| ---- | ------------------------- | ------------ | --- |
| 2015 | Trau dich Lieblingslieder | Gerth Medien | Compilation aus Zweitverwertungstitel vorangegangener Solo-Alben sowie Veröffentlichungen mit Die Mütter und Layna beinhaltet ferner zwei Musiktitel in Ersterscheinung |

## Veröffentlichungen
- mit Carola Rink und Margarete Kosse: Wie das Leben so spült. Vom Musik-Kabarett-Trio Die Mütter, Brunnen Verlag (Gießen) 2015, ISBN 978-3-7655-0916-2.